# Dimov Gate
Das Dimov Gate (englisch; bulgarisch Димова порта Dimowa porta) ist ein vereister, 300 m breiter und rund 550 m hoher Gebirgspass auf der Livingston-Insel im Archipel der Südlichen Shetlandinseln. Er verläuft nordwestlich des Mount Bowles sowie südöstlich des Hemus Peak und stellt den Übergang vom Perunika-Gletscher im Südwesten zum Einzugsgebiet des Kaliakra-Gletschers im Nordosten und dem Gebiet nördlich des Mount Bowles dar.
Die bulgarische Kommission für Antarktische Geographische Namen benannte ihn 1997 nach dem bulgarischen Geologen Dimo Dimow, der ab 1993 in mehreren Kampagnen auf der St.-Kliment-Ohridski-Station tätig war.